# Sigrún Ella Einarsdóttir
Sigrún Ella Einarsdóttir (12 maggio 1992) è una calciatrice islandese, centrocampista dello Stjarnan.

## Carriera

### Club
Sigrún Ella Einarsdóttir si appassiona al calcio fin da giovanissima; viene inserita nella rosa del FH Hafnarfjarðar iscritta al gruppo A di 1. deild kvenna, l'allora secondo livello del campionato islandese femminile di calcio, facendo il suo debutto il 22 maggio 2007, a pochi giorni dal suo quindicesimo compleanno, nell'incontro vinto per 3-1 sull'Afturelding. Durante la stagione 2007 viene impiegata in 7 occasioni, durante le quali mette a segno 5 reti. Costretta a disertare tutto il campionato 2008 per un grave infortunio al ginocchio, scende in campo all'inizio del campionato di 1. deild kvenna 2009 e condivide con le compagne la promozione in Úrvalsdeild kvenna per la stagione entrante, la retrocessione al termine della successiva e nuovamente la promozione in Úrvalsdeild kvenna 2012. Gioca con la squadra di Hafnarfjörður fino al termine del campionato di Úrvalsdeild kvenna 2013, congedandosi dalla società con un tabellino personale di 43 reti siglate su 84 incontri disputati.
Nel 2014 si trasferisce allo Stjarnan, società con sede a Garðabær, dove la squadra è affidata al tecnico da Ólafur Þór Guðbjörnsson, che già aveva diretto Einarsdóttir nella nazionale islandese Under-19, e con la quale raggiunge i suoi risultati sportivi più prestigiosi. Al suo anno d'esordio in casacca biancoblu festeggia il titolo di Campione d'Islanda 2014 e la conquista della Bikar kvenna 2014, la Coppa d'Islanda di categoria, mentre nella partita secca di Meistarakeppni kvenna 2014, la Supercoppa nazionale, viene vinta dalle avversarie del Breiðablik. Costretta a saltare l'edizione 2015 della Meistarakeppni, dove la sua squadra ribalta il risultato dell'anno precedente battendo il Breiðablik, per festeggiare un nuovo trofeo deve attendere il termine del campionato 2016, vincendo il suo secondo titolo di Campione d'Islanda e il quarto per la società. Grazie inoltre ai risultati ottenuti nel campionato islandese, Einarsdóttir ha l'occasione di debuttare in un torneo internazionale per club, la UEFA Women's Champions League, dove debutta l'8 ottobre 2014, in occasione dei sedicesimi di finale dell'edizione 2014-2015, e dove lo Stjarnan viene sconfitto in casa 5-2 dalle russe dello Zvezda 2005 Perm'.
Rimasta in rosa anche per la prima parte del campionato 2017, nell'estate 2017 coglie l'occasione per trasferirsi per la prima volta in un campionato estero, sottoscrivendo un contratto con la Fiorentina per giocare in Serie A, il livello di vertice del campionato Italiano. Vince la Coppa Italia.
A fine stagione 2017-2018 ritorna in Islanda, allo Stjarnan.

### Nazionale
Einarsdóttir inizia ad essere convocata dalla Federazione calcistica dell'Islanda (Knattspyrnusamband Íslands - KSÍ) all'età di 15 anni d'età, indossando la maglia della formazione Under-17 in occasione delle qualificazioni al primo campionato europeo di categoria organizzato dalla UEFA, l'edizione 2008, dove fa il suo debutto il 17 settembre 2007, nell'incontro dove le islandesi si impongono per 7-1 sulle pari età della Lettonia, giocando l'altra sua unica partita in U17 due giorni più tardi, vittoria per 5-0 sulla Slovenia.
La successiva convocazione riguarda l'Under-19, inserita in rosa nella squadra impegnata nella doppia amichevole del 24 e 25 luglio 2010, segnando una rete nella seconda, dove superano agevolmente 6-0 e 7-0 le avversarie delle Bielorussia. L'allora selezionatore Ólafur Þór Guðbjörnsson la convoca anche nella formazione impegnata alle qualificazioni l'Europeo di Italia 2011. Einarsdóttir scende in campo nelle tre partite della prima fase, nella quale il 13 settembre 2010 è autrice della rete del definitivo 2-0 su Israele, e in due della fase élite, tuttavia l'Islanda si classifica all'ultimo posto del gruppo 3 e non riesce ad accedere alla fase finale.
Per indossare la maglia della nazionale maggiore deve attendere altri tre anni, convocata per le qualificazioni del Mondiale di Canada 2015 e durante le quali debutta il 13 settembre 2014, giocando le ultime due partite disputate dall'Islanda nel Gruppo 3, 3-0 su Israele e 9-1 sulla Serbia, vittorie che permettono di scavalcare la Danimarca al secondo posto ma non di accedere alla fase finale come migliore seconda.

## Palmarès

### Club
- Campionato islandese: 2

Stjarnan: 2014, 2016
- Coppa d'Islanda: 1

Stjarnan: 2014
- Coppa Italia: 1

Fiorentina: 2017-2018